# Poproč (okres Košice-okolí)
Poproč (maďarsky Jászómindszent) je obec na Slovensku v okrese Košice-okolí.

## Místopis
Obec leží v jihovýchodní části Slovenského rudohoří, na levém břehu řeky Bodva. Střed obce dosahuje nadmořské výšky 356 m n. m.

## Historie
První písemná zmínka o obci Poproč pochází z roku 1255, kdy byla jako královská hornická osada Olchuan uvedena v listině krále Bély IV.

## Název
Vývoj názvu obce
- 1255 - Olchuan, Elchuan or Elchwan (latinsky, první písemná zmínka)
- 1383 - Medzenth
- 1407 - Mendzenth
- 1427 - Menthzenth
- 1481 - Myndzenth
- 1590 - Podprocz aliter Myndzenth
- 1596 - Mindzenth
- 1773 - Mind. Szent (maďarsky)
- 1808 - Podproč (slovensky), Jászo-Mindszent
- 1851 - Podproch
- 1903 - Poproč, Jászómindszent

## Obyvatelstvo
V roce 2005 se v obci narodilo 15 dětí (7 chlapců a 8 dívek), 32 obyvatel zemřelo. Z obce se odstěhovalo 18 lidí a přistěhovalo se 32 občanů. Bylo uzavřeno 7 sňatků, při kterých byl alespoň jeden ze snoubenců obyvatelem obce Poproč. K 31. prosinci 2005 měl Poproč 2 780 obyvatel.

## Kultura a zajímavosti

### Památky
- Římskokatolický kostel Všech svatých, jednolodní původně gotická stavba s půlkruhově ukončeným presbytářem a předsunutou věží ze začátku 16. století. Zásadně byl přestavěn v období pozdního baroka v roce 1766. Práce souvisely s výstavbou blízkého kláštera v Jasově.[3] Fasáda kostela je hladká, okna mají segmentové ukončení. Věž je členěna pilastry a kordonovou římsou, ukončena je barokní střechou s lucernou.

- Kaple Růžencové Panny Marie, zděná stavba s dekorativní dřevěnou lodžií z roku 1875.

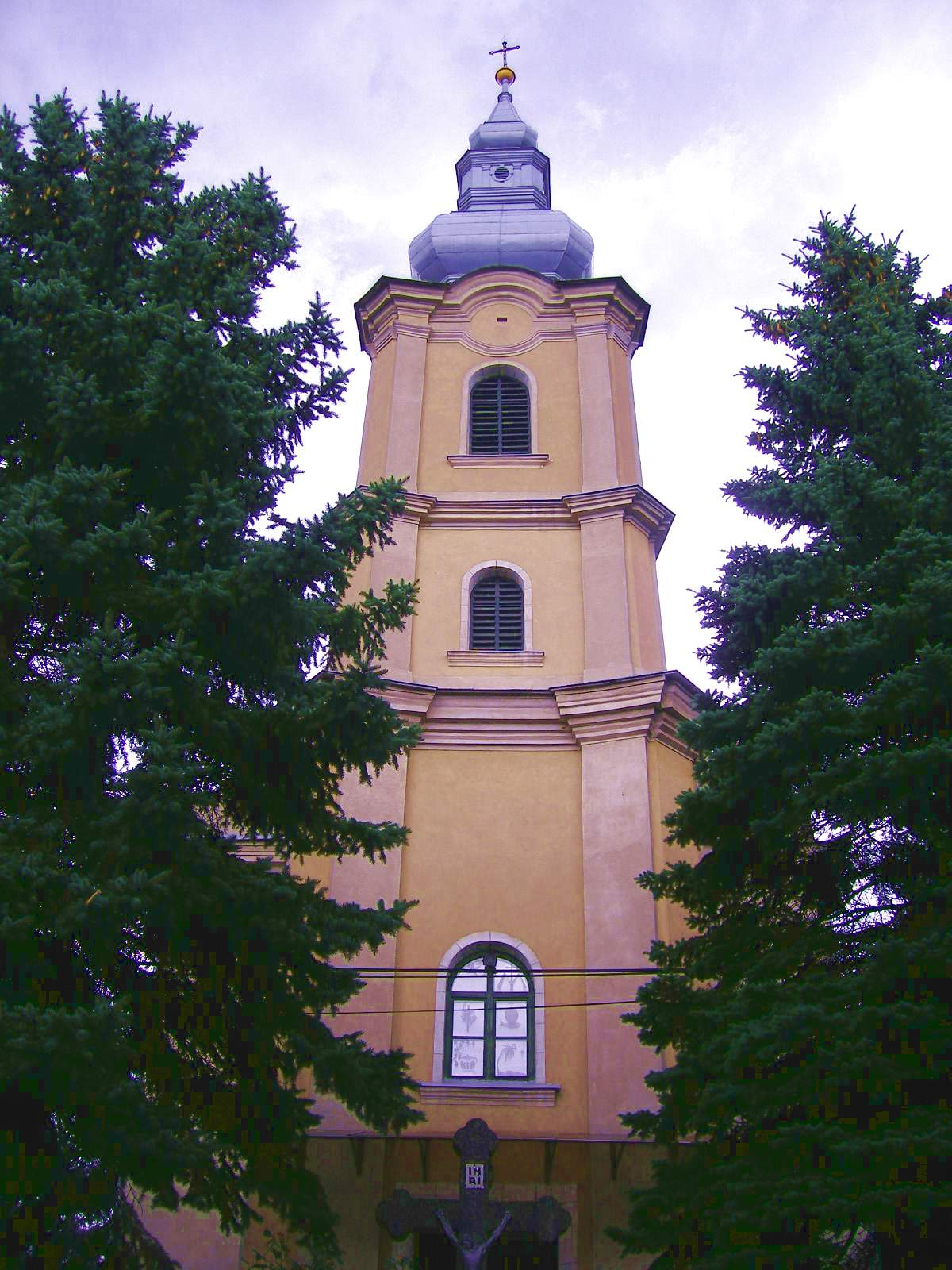
Kostel Všech svatých
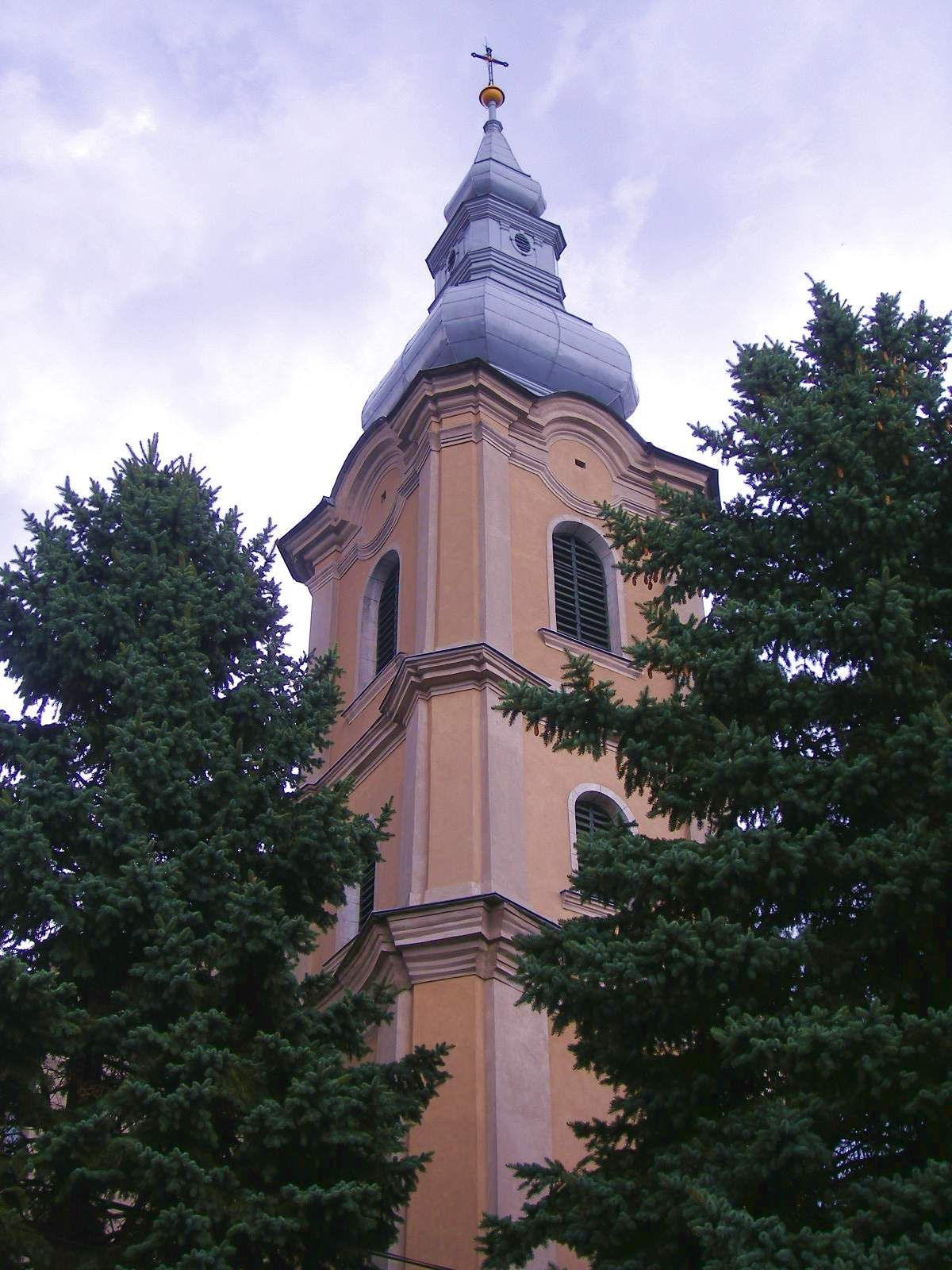
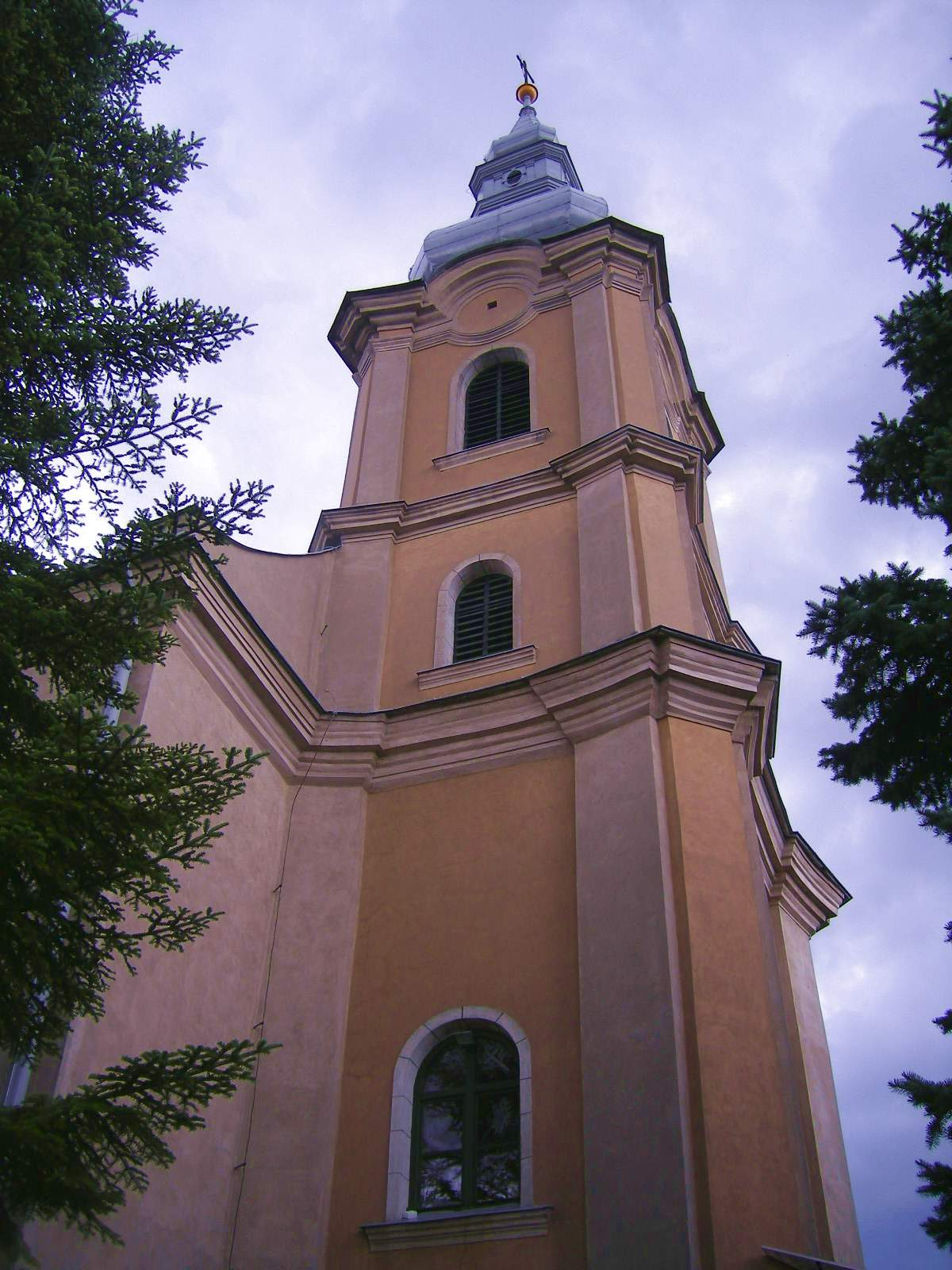